# 3990 Heimdal
För andra betydelser, se Heimdall (olika betydelser).
3990 Heimdal eller 1987 SO3 är en asteroid i huvudbältet som upptäcktes den 25 september 1987 av den danska astronomen Poul Jensen vid Brorfelde-observatoriet. Den är uppkallad efter den fornnordiska guden Heimdall.
Asteroiden har en diameter på ungefär 35 kilometer och den tillhör asteroidgruppen Hilda.